# Giro d'Italia Next Gen
De Ronde van Italië voor beloften is een jaarlijkse wielerwedstrijd in Italië voor beloften (vroeger amateurs) en een kleinere uitvoering van de 'grote' Ronde van Italië.
Van 1970-2004 werd de ronde verreden onder de naam Giro d'Italia dilettanti (amateurs), in 2006 als de Baby Giro en van 2009-2012 was Girobio de naam van de rittenkoers, dit met de bedoeling de aandacht die de Giro voor het milieu heeft in de verf te zetten. Van 2006-2012 maakte de koers deel uit van UCI Europe Tour als een 2.2-wedstrijd. In 2017 ging de koers verder als de Giro d'Italia U23 en van 2018-2022 werd Giro d'Italia Giovani U23 gebezigd. In 2023 nam RCS Sport de organisatie over van ExtraGiro en werd de koers voor het eerst verreden onder de naam Giro Next Gen, na één jaar werd de naam alweer aangepast. Vanaf 2024 heette de koers Giro d'Italia Next Gen. De koers bestaat sinds 1970 en werd in 1987, 2005, 2007-2008 en van 2013 -2016 niet verreden. De meeste oud-winnaars zijn Italianen.
De deelnemers aan de ronde mochten tot 2012 niet ouder zijn dan 26 jaar. Vanaf 2017 is wedstrijd een beloftenkoers (U23) en is de leeftijdsgrens begrensd tot 23 jaar. De ronde vindt meestal plaats in juni en bestaat uit een telkens wisselend aantal etappes door Midden- en Noord-Italië. In het parcours zijn vaak een individuele tijdrit en enkele bergetappes opgenomen.
De wedstrijd wordt door wielerliefhebbers vooral gevolgd omdat enkele oud-winnaars later zeer goede professionals werden, zoals achtereenvolgens Francesco Moser, Pjotr Oegroemov, Dmitri Konysjev, Marco Pantani, Gilberto Simoni, Danilo Di Luca, Dario Cataldo, Tom Pidcock en Juan Ayuso.
Deze koers mag niet verward worden met Toscana-Terra di Ciclismo (2011-2018) die deel uitmaakte van de UCI Nations Cup U23 in de categorie 2.Ncup. Die rittenkoers vond plaats in de regio Toscane. Hij werd in 2011 voor het eerst ingericht in aanloop naar het wereldkampioenschappen wielrennen 2013 in Toscane.

## Lijst van winnaars

### Overwinningen per land
| Overwinningen | Land                                                          |
| ------------- | ------------------------------------------------------------- |
| 26            | Italië                                                        |
| 7             | Sovjet-Unie                                                   |
| 3             | Colombia                                                      |
| 2             | Rusland, Slovenië, Verenigd Koninkrijk                        |
| 1             | België, Litouwen, Noorwegen, Verenigde Staten, Zweden, Spanje |

 winnaars · 
roze trui · 
  puntenklassement · 
  bergklassement · 
 jongerenklassement · 
 intergiro · 
 ploegenklassement · 
 strijdlust · 
 zwarte trui
Giro d'Italia Next Gen · Giro Donne · Cima Coppi
 Belgische rozetruidragers · etappewinnaars
 Nederlandse rozetruidragers · etappewinnaars
Mannen:
1909 · 
1910 · 
1911 · 
1912 · 
1913 · 
1914 · 
1919 · 
1920 · 
1921 · 
1922 · 
1923 · 
1924 · 
1925 · 
1926 · 
1927 · 
1928 · 
1929 · 
1930 · 
1931 · 
1932 · 
1933 · 
1934 · 
1935 · 
1936 · 
1937 · 
1938 · 
1939 · 
1940 · 
1946 · 
1947 · 
1948 · 
1949 · 
1950 · 
1951 · 
1952 · 
1953 · 
1954 · 
1955 · 
1956 · 
1957 · 
1958 · 
1959 · 
1960 · 
1961 · 
1962 · 
1963 · 
1964 · 
1965 · 
1966 · 
1967 · 
1968 · 
1969 · 
1970 · 
1971 · 
1972 · 
1973 · 
1974 · 
1975 · 
1976 · 
1977 · 
1978 · 
1979 · 
1980 · 
1981 · 
1982 · 
1983 · 
1984 · 
1985 · 
1986 · 
1987 · 
1988 · 
1989 · 
1990 · 
1991 · 
1992 · 
1993 · 
1994 · 
1995 · 
1996 · 
1997 · 
1998 · 
1999 · 
2000 · 
2001 · 
2002 · 
2003 · 
2004 · 
2005 · 
2006 · 
2007 · 
2008 · 
2009 · 
2010 · 
2011 · 
2012 · 
2013 · 
2014 · 
2015 · 
2016 · 
2017 · 
2018 · 
2019 · 
2020 · 
2021 · 
2022 · 
2023 · 
2024 · 
2025
Vrouwen:
1988 · 
1989 · 
1990 · 
1991 ·
1992 ·
1993 · 
1994 · 
1995 · 
1996 · 
1997 · 
1998 · 
1999 · 
2000 · 
2001 · 
2002 · 
2003 · 
2004 · 
2005 · 
2006 · 
2007 · 
2008 · 
2009 · 
2010 · 
2011 · 
2012 ·
2013 · 
2014 ·
2015 ·
2016 ·
2017 ·
2018 ·
2019 ·
2020 ·
2021 ·
2022 ·
2023 ·
2024 ·
2025